# Tiny Toon Adventures
Steven Spielberg Presents Tiny Toon Adventures, també coneguda com a Tiny Toon Adventures o simplement Tiny Toons és una sèrie de dibuixos animats creada per Tom Ruegger i produïda per Amblin Entertainment i Warner Bros Animation. Es va iniciar la producció com a resultat de la reinstauració d'un estudi d'animació de la Warner Bros el 1989, després d'una dècada d'inactivitat. Durant els anys '80, el nou estudi només treballava en reviure personatges clàssics; significant que Tiny Toon Adventures va ser la primera de moltes sèries animades originals de l'estudi. La sèrie animada va ser la primera produïda per la col·laboració de Steven Spielberg i Warner Bros Animation durant el renaixement de l'animació de finals de la dècada de 1980 i començaments de la dècada de 1990.
L'episodi pilot, "The Looney Beginning" va ser emès com un especial en horari central a TGIF per CBS el 5 de gener de 1990; mentre que la sèrie en si va ser transmesa en sindicació de primera emissió per les primeres dues temporades. El programa va acabar la producció el 1992 a favor d'Animaniacs; ara bé, se'n van produir dos especials el 1994.

## Argument

### Sinopsi
Tiny Toon Adventures és una caricatura situada al poble fictici de Ciutat Acme, on la majoria dels Tiny Toons i els Looney Tunes viuen. Els personatges assisteixen a la Looniversitat Acme, una escola el professorat consisteix en les caricatures clàssiques de Warner Bros, com ara Bugs Bunny, l'Ànec Daffy, en Porky, el gat Silvestre, el Coiot i l'Elmer Fudd. En la sèrie, la universitat és fundada per ensenyar als personatges de caricatures com fer-se graciosos. En la sèrie, la universitat no apareix en tots els episodis, pel fet que no totes les històries estan centrades sobre l'escola.
Igual que els Looney Tunes, la sèrie fa ús de la violència animada (per exemple: encluses caient sobre algú, ús liberal d'explosius) i la comèdia de clatellades. La sèrie parodia i fa referència a diversos esdeveniments dels inicis de la dècada de 1990 i la cultura de Hollywood. Ocasionalment, els episodis es desenvolupen en històries de valor ètic i moral d'ecologia, autoestima i crim.

### Personatges
La sèrie se centra en un grup de joves personatges de caricatura que assisteixen a una escola anomenada Looniversitat per ser la pròxima generació dels personatges dels Looney Tunes. La majoria dels personatges de Tiny Toons van ser dissenyats per semblar versions més joves dels personatges més populars de Warner Bros per exhibir similars tractes i aparences.
Els dos personatges principals són dos conills: en Buster Bunny, un conill blau mascle i la Babs Bunny, una conilleta rosa femella. Altres personatges principals en el càsting generalment no són humans, tampoc. Aquests inclouen a l'ànec Plucky, un ànec verd mascle; en Hamton J. Pig, un porc rosa mascle; la Fifí La Fume, un guineu blanca i porpra femella; la Shirley The Loon, una gaviforme, com ho diu el seu nom, blanca femella; el dimoni Dizzy, un dimoni de Tasmània porpra; en Furrball, un gat blau, en Sweetie Pie, un canari rosa;, en Calamity Coyote, un coiot blanc i gris; en Little Beeper, un correcamins vermell i taronja i en Gogo Dodo, un ocell dodo. Dos personatges humans, l'Elmyra Duff i en Montana Max, són considerats com els principals dolents de la sèrie i també són estudiants de la Looniversitat Acme. Com a dolents, l'Elmyra és vista com una nena extremadament obsessionada pels animals, entre ells la majoria dels personatges de la sèrie, mentre que en Montana Max és vist com un noi ric espatllat qui és propietari de moltes botigues de joguines, parcs de diversions, empreses constructores i de fabriques contaminants, la qual cosa al costat de la seva personalitat de voler tenir tot el que tenen els altres sense importar-los els altres el converteix en el major antagonista de la sèrie, encara que en alguns episodis es mostra indiferent a aquesta rivalitat. Els personatges de repartiment inclouen en Li'l Sneezer, un ratolí gris amb esternuts poderosos; en Concord Condor, un còndor púrpura; en Byron Basset, un basset hound usualment dormilega; en Bookworm, un cuc verd amb ulleres; n'Arnold the Pit Bull, un musculós Pitbull blanc; en Fowlmouth, un gall blanc; en Barky Marky, un gos marró i la Mary Melody, una jove nena humana Africo-americana.
Els personatges que proveeixen l'elenc són els més tradicionals Looney Tunes com ara en Bugs Bunny, l'Ànec Daffy, en Porky, al costat d'altres. Molts dels adults ensenyen classes a la Looniversitat Acme i serveixen com mentors per als Tiny Toons mentre que altres omplen posicions secundàries com sigui necessari.

## Producció

### Escriptors
La sèrie i els personatges del xou van ser desenvolupats pel productor de la sèrie, escriptor de capçalera i caricaturista Tom Ruegger, el líder de la divisió Jean MacCurdy, productor associat i artista Alfred Gimeno i l'editor / escriptor d'història Wayne Kaatz. Entre els primers escriptors en la sèrie hi havia Jim Reardon, Tom Minton i Eddie Fitzgerald. Els dissenyadors de personatges i escenaris van incloure a Alfred Gimeno, Ken Boyer, Dan Haskett, Karen Haskett, i molts altres artistes i directors.
L'episodi "Buster and Babs Go To Hawaii" va ser co-escrit per tres adolescents que eren fans del xou.

### Càsting
La directora de veus Andrea Romano va audicionar més de 1,200 veus per la sèrie i va triar més d'una dotzena d'actors de veu principals. El paper d'en Buster Bunny li va ser donat a Charlie Adler, qui li va ser donat el paper, ja que el productor Tom Ruegger va dir que era "una gran quantitat d'energia". El paper de la Babs Bunny li va ser donat a Tress MacNeille. L'escriptor Paul Dini va dir que MacNeille era bona per al paper perquè podia fer tant la veu de la Babs com les veus de les seves imitacions. Als actors de veu Joe Alaskey i Don Messick els van ser donats els rols de l'ànec Plucky i el porquet Hamton, respectivament. Danny Cooksey va interpretar en Montana Max acordant a Paul Dini, era bo per al paper perquè el podia fer una "tremenda veu malvada". Cooksey era també l'únic actor de veu que no era un adult. Cooksey era també l'únic actor de veu que no era un adult. Cree Summer va interpretar els rols de l'Elmyra i la Mary Melody; l'antiga membre del càsting de Saturday Night Live, Gail Matthius va interpretar a la Shirley the Loon, i Kath Soucie va tenir els rols de la Fifi La Fume i en Li'l Sneezer. Altres actors per a la sèrie van incloure a Maurice LaMarche com la veu del dimoni Dizzy, Candi Milo com la veu d'en Sweetie, Frank Welker com la veu d'en Gogo Dodo, en Furrball, en Byron Basset, en Calamity Coyote, en Little Beeper, en Barky Marky, i altres veus; i Rob Paulsen com la veu d'en Fowlmouth, en Arnold the Pitbull, en Concord Condor i altres personatges.
Durant la producció de la 3a temporada, Adler va abandonar el show a causa d'un conflicte amb els productors. Adler estava molest de no haver rebut un paper de líder a Animaniacs mentre que actors de veu amb rols menors en Tiny Toon Adventures com Rob Paulsen, Maurice LaMarche i Frank Welker, els van donar papers protagonistes en la nova sèrie. John Kassir va reemplaçar a Adler per la resta de l'emissió del xou. Joe Alaskey, la veu de l'ànec Plucky, també va abandonar Tiny Toons per raons financeres, però va tornar quan va arribar a un acord amb l'estudi.

## Episodis

### Animació
Per completar els 65 episodis de la 1a temporada, Warner Bros i Amblin Entertainment van contractar diverses cases d'animació diferents. Aquests estudis d'animació inclouen a Tokyo Movie Shinsha (ara conegut com a TMS Entertainment), Wang Film Productions, Akom, Freelance Animator New Zeland, Encore Cartoons, StarToons, i Kennedy Cartoons. Tokyo Movie Shinsha també va animar la seqüència d'obertura de la sèrie. A l'staff de Warner Bros va disgustar treballar amb Kennedy Cartoons causa de la inconsistència de qualitat de l'estudi, i els episodis que ells eren freqüentment a refer-los.
Tiny Toon Adventures va ser fet amb un major valor de producció que una animació estàndard. Tenia un compte cèl·lules que era més del doble que la majoria de l'animació de televisió. La sèrie tenia al voltant de 25,000 cèl·lules per episodi en comptes del éstandar que són 10,000, fent-ho únic en què els personatges es movien més fluidament. Pierre De Celles, un productor d'animació, va descriure la producció de les històries per a la sèrie com "divertides però un gran desafiament perquè jo sempre tenia un calendari curt, i no sempre era fàcil treballar sense parar completa i plenament".

### Música
Durant el desenvolupament del xou Steven Spielberg va dir que Warner Bros una orquestra completa, en els quals alguns van pensar que era massa car i impossible, però ells van acabar en un acord. Warner Bros va seleccionar a Bruce Broughton per compondre el tema (pel qual ell guanyaria un Daytime Emmy juntament amb Tom Ruegger i Wayne Kaatz, els qui també van treballar amb Broughton en les lletres) i va servir com a supervisor musical. En addició de marcar 11 episodis, Broughton va triar altres 26 compositors per marcar cada diferent episodi:
- Julie Bernstein (1 episodi).
- Steve Bernstein (2 episodis).
- Steven Bramson (5 episodis; també un contribuent per Tiny Toon Adventures: How I Spent My Vacation).
- Don Davis (5 episodis; també contribuent per Tiny Toon Adventures: How I Spent My Vacation).
- John Debney (2 episodis)
- Ron Grant (5 episodis)
- Les Hooper (1 episodi)
- Carl Johnson (1 episodi)
- Elliot Kaplan (1 episodi)
- Arthur Kempel (4 episodis)
- Ralph Kessler (1 episodi)
- Albert Lloyd Olson (13 episodis; també contribuent per Tiny Toon Adventures: How I Spent My Vacation).
- Hummie Mann (2 episodis)
- Dennis McCarthy (2 episodis)
- Joel McNeely (3 episodis)
- Peter Myers (1 episodi)
- Laurence Rosenthal (1 episodi)
- William Ross (9 episodis)
- Arthur B. Rubinstein (3 episodis)
- J. Eric Schmidt (1 episodi)
- David SLONAKER (1 episodi)
- Fred Steiner (7 episodis)
- Morton Stevens (4 episodis)
- Richard Stone (17 episodis; també contribuent per Tiny Toon Adventures: How I Spent My Vacation).
- Stephen James Taylor (1 episodi, també contribuent per Tiny Toon Adventures: How I Spent My Vacation).
- Mark Watters (8 episodis; també contribuent per Tiny Toon Adventures: How I Spent My Vacation).

## Pel·lícules i especials de televisió
Una pel·lícula de durada completa va ser llançada en format directe a vídeo en 1992, titulada Tiny Toon Adventures: How I Spent My Vacation. Aquesta va ser després reeditada i va ser llançada com a part de la sèrie. La durada de la pel·lícula és de 73 minuts. ABC va llançar It's a Wonderful Tiny Toons Christmas Special en horari central l'11 de desembre de 1992, què a més és l'últim capítol de la sèrie. Aquest episodi és una paròdia de Que bonic que és viure. The Tiny Toon Spring Break Special va sortir a l'aire en horari central el 25 de març de 1994.Fox va emetre Tiny Toons 'Night Ghoulery en horari central el 28 de maig de 1995 donant el tancament definitiu a la sèrie.

## Spin-offs
El 1992, The Plucky Duck Show va ser produït com un spin-off per ABC, basat en el personatge de L'Ànec Plucky.
El 1998, un spin-off titulat Pinky, Elmyra, and the Brain va debutar en Kids WB. Aquesta sèrie tenia com a protagonista a l'Elmyra tant com a Pinky i Cervell, dos personatges que van estar originalment a Animainacs abans de rebre la seva pròpia sèrie, també titulat Pinky and the Brain. Pinky, Elmyra & the Brain comença després que Pinky abandona el seu lloc d'origen i van al lloc on en Pinky i en Cervell es van convertir en mascotes de l'Elmyra després que en Cervell accidentalment destruís la seva llar original, ACME Labs durant un experiment. Pinky, Elmyra & the Brain va durar per tretze episodis.

## Premis i nominacions
| Premi               | Any  | Categoria                            | Nominat | Resultat  |
| ------------------- | ---- | ------------------------------------ | --- | --------- |
| Daytime Emmy Awards | 1991 | Millor Programa Animat               | Steven Spielberg, Tom Ruegger, Ken Boyer, Art Leonardi, Art Vitello, Paul Dini, i Sherri Stoner                   | Guanyador |
| Daytime Emmy Awards | 1991 | Millor Direcció musical i composició | William Ross per "Fields of Honey"                                                                                | Guanyador |
| Daytime Emmy Awards | 1991 | Millor cançó original                | Bruce Broughton, Wayne Kaatz, and Tom Ruegger for the main title theme                                            | Guanyador |
| Daytime Emmy Awards | 1992 | Millor Programa Animat               | Steven Spielberg, Tom Ruegger, Sherri Stoner, Rich Arons, and Art Leonardi                                        | Nominat   |
| Daytime Emmy Awards | 1992 | Millor Direcció musical i composició | Mark Watters per "The Love Disconnection"                                                                         | Guanyador |
| Daytime Emmy Awards | 1992 | Millor guió en un programa animat    | Nicholas Hollander, Tom Ruegger, Paul Dini, and Sherri Stoner                                                     | Guanyador |
| Daytime Emmy Awards | 1993 | Millor Programa Animat               | Steven Spielberg, Tom Ruegger, Sherri Stoner, Rich Arons, Byron Vaughns, Ken Boyer, Alfred Gimeno, and David West | Guanyador |
| Daytime Emmy Awards | 1993 | Millor Direcció musical i composició | Steven Bramson per “The Horror of Slumber Party Mountain”                                                         | Guanyador |

Premis Annie
Nominat a Millor Programa de televisió animada (1992)
Nominat a Millor Programa de televisió animada (1993)
Premis Emmy
Nominat per al Programa excepcional d'animació (adolescent Steven Spielberg, Tom Ruegger, Paul Dini, Sherri Stoner, Dave Marshall, Glen Kennedy, Rich Aarons) (1991)
Young Artist Awards
Premi guanyat a la millor sèrie de la nova historieta (1989-1990)
Nominat a Millor jove de veu sobre en una sèrie animada o Especial (Whitby Hertford) (1991-1992)
Environmental Media Awards
Guanyat el Premi EMA per a la sèrie d'animació infantil (per l'episodi contes de balenes) (1991)
El gener de 2009, Tiny Toon Adventures va ser el número 41 en el Top 100 sèries animades d'IGN.